# Krommenie
Krommenie est une ville de la province de Hollande-Septentrionale aux Pays-Bas. Elle fait partie de la commune de Zaanstad. Elle est située à environ 15 km au nord-est d'Haarlem.
Le district statistique (ville et campagne environnante) compte 17 330 habitants (2005).
Krommenie est la ville natale de :
- Nicolaas Matsier(° 1945) écrivain ;
- Aafje Heynis (° 1924-† 2015) contralto.